# Oleg Saprykin
Oleg Dmitrijewicz Saprykin (ros. Олег Дмитриевич Сапрыкин; ur. 12 lutego 1981 w Moskwie) – rosyjski hokeista, reprezentant Rosji.

## Kariera klubowa
- CSKA Moskwa (1997–1998)
- Seattle Thunderbirds (1998–2000)
- Calgary Flames (2000–2004)
- CSKA Moskwa (2004–2005)
- Phoenix Coyotes (2005–2007)
- Ottawa Senators (2007)
- CSKA Moskwa (2007–2009)
- Dinamo Moskwa (2009)
- SKA Sankt Petersburg (2009–2010)
- Saławat Jułajew Ufa (2010–2013)
- CSKA Moskwa (2013-2014)
- HK Soczi (2014)
- Awtomobilist Jekaterynburg (2015)
- Saławat Jułajew Ufa (2015-2016)

Wychowanek CSKA Moskwa. Został draftowany przez Calgary Flames w 1999 roku, w pierwszej rundzie z numerem 13. W tym klubie grał przez pięć sezonów. Potem został wymieniony wraz z Denisem Gauthierem do Phoenix Coyotes w zamian za Daymonda Langkowa. W 2007 został sprzedany do Ottawa Senators. Jednak nie pozostał tam długo i szybko powrócił do Rosji. Grał kolejno w CSKA Moskwa, Dinamo Moskwa, SKA Sankt Petersburg, zaś od 2010 przez trzy sezony występował w drużynie Saławat Jułajew Ufa. W czerwcu 2013 ponownie został zawodnikiem macierzystego CSKA Moskwa, związany roczną umową. Od czerwca do listopada 2014 zawodnik HK Soczi. Od sierpnia do listopada 2015 zawodnik Awtomobilistu Jekaterynburg. Od grudnia 2015 do kwietnia 2016 ponownie zawodnik Saławatu.

## Kariera reprezentacyjna
Oleg Saprykin grał na dwóch turniejach w reprezentacji Rosji. W 2003 zagrał na mistrzostwach świata. Wraz z reprezentacją Rosji zajął piąte miejsce. Zagrał w 7 meczach, strzelając 1 bramkę i zaliczając 3 asysty. W 2009 ponownie zagrał na mistrzostwach świata w reprezentacji Rosji. Tym razem wraz z kolegami z reprezentacji zdobył złoty medal, strzelając przy tym 4 bramki w 9 meczach. Warto dodać, że podczas finału z Kanadą strzelił jedną z dwóch bramek dla Rosjan.

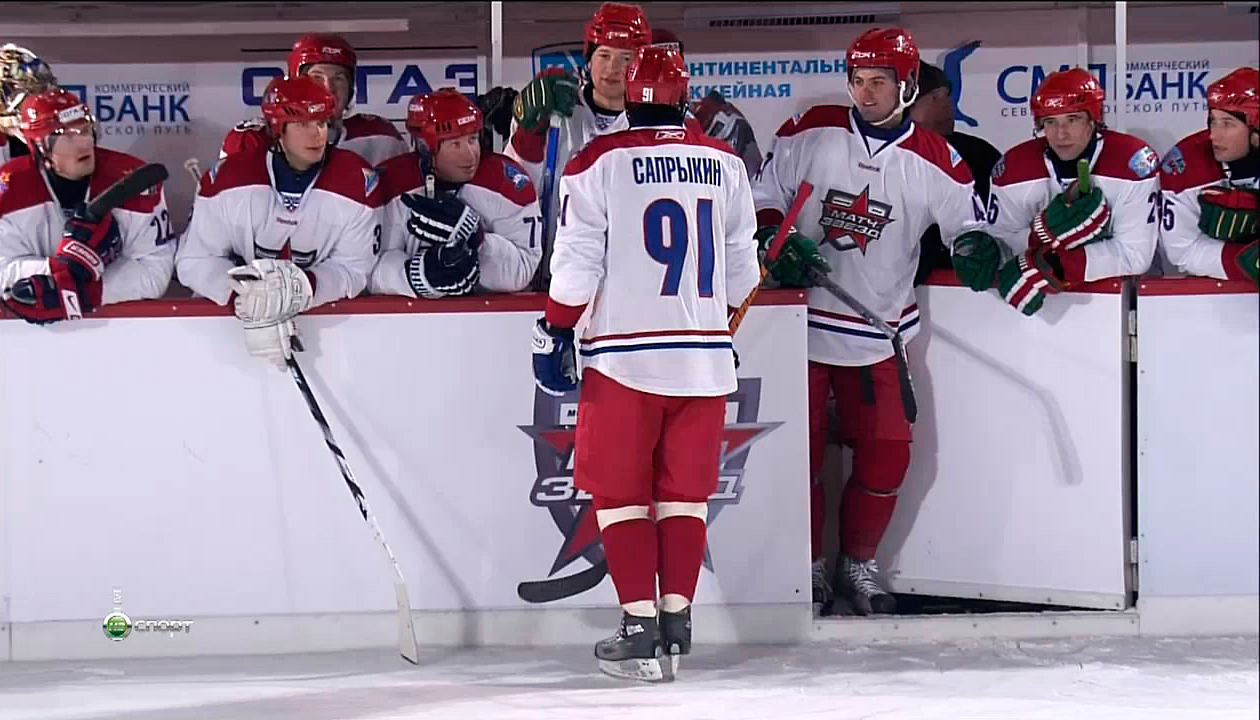
Oleg Saprykin (tyłem z nr 91) podczas Meczu Gwiazd KHL 2009 na Placu Czerwonym w Moskwie

Statystyki
| Rok     | Reprezentacja | Impreza | Miejsce    |    | GP | G | A  | Pts | PIM |
| ------- | ------------- | ------- | ---------- | -- | -- | - | -- | --- | --- |
| 2003    | Rosja         | WC      | 5. miejsce | 7  | 1  | 3 | 4  | 6   |     |
| 2009    | Rosja         | WC      | 1. miejsce | 9  | 4  | 3 | 7  | 0   |     |
| Łącznie | Łącznie       | Łącznie | Łącznie    | 16 | 5  | 6 | 11 | 6   |     |

## Sukcesy
Reprezentacyjne
- Złoty medal mistrzostw świata: 2009

Klubowe
- Mistrzostwo konferencji NHL: 2004 z Calgary Flames
- Clarence S. Campbell Bowl: 2004 z Calgary Flames
- Prince of Wales Trophy: 2007 z Calgary Flames
- Złoty medal mistrzostw Rosji: 2011 z Saławatem
- Puchar Gagarina: 2011 z Saławatem
- Puchar Otwarcia: 2011 z Saławatem

Indywidualne
- WHL i CHL 1998/2000: CHL Top Prospects Game
- KHL (2008/2009): Mecz Gwiazd KHL
- Mistrzostwa Świata w Hokeju na Lodzie 2009/Elita: jeden z trzech najlepszych zawodników reprezentacji

Wyróżnienie
- Zasłużony Mistrz Sportu Rosji w hokeju na lodzie: 2010